# Лански, Меер
Ме́ер (Ма́йер, Мейер) Ла́нски (англ. Meyer Lansky), при рождении Меер Суховлянский (пол. Meier Suchowlański; 4 июля 1902 года — 15 января 1983 года) — американский криминальный деятель еврейского происхождения, который вместе со своим напарником Чарльзом «Лаки» Лучано сыграл важную роль в создании Национального преступного синдиката в США.
Лански как представитель еврейских преступных группировок США по прозвищу «Бухгалтер мафии» (англ. Mob's Accountant) стал основателем крупной игорной империи, разбросанной по всему миру. Он владел долями в казино Лас-Вегаса, Кубы, Багамских островов и Лондона. Он же оказывал большое влияние на развитие итало-американской мафии и сыграл крупную роль в консолидации преступного мира. Масштабы этой роли до сих пор оспариваются, поскольку Лански отвергал множество обвинений в свой адрес.
На протяжении около полувека Лански был связан с организованной преступностью, однако ему формально предъявлялись только обвинения в организации незаконного игорного бизнеса. В истории США он считается одним из наиболее богатых: незадолго до бегства Лански с Кубы сообщалось, что его состояние оценивается в 20 миллионов долларов США (эквивалентно сумме 189 миллионов долларов США в 2018 году). Однако после смерти Лански в 1983 году было установлено, что формально его состояние насчитывало только 57 тысяч долларов США.

## Ранний период
Меер Суховляньский (такое имя он получил при рождении) родился в Российской империи за чертой оседлости в городе Гродно (ныне Беларусь) в еврейской семье Макса и Етты Суховляньских, которые, по словам самого Меера, пережили в своё время еврейский погром. Сам Меер всегда называл местом своего рождения Польшу. В 1911 году Меер, его мать и брат Яков, решив перебраться в США, сели на корабль «Курскъ», отходивший из порта Одессы, чтобы отправиться за океан. В апреле корабль прибыл на Эллис-Айленд, в Нью-Йорк. Меер последовал примеру отца, который ещё в 1909 году покинул Россию, и поселился на Манхэттене, в районе Нижний Ист-Сайд. Представитель иммиграционного ведомства сократил неудобную для произношения фамилию Суховляньского и записал прибывшего как «Лански», и под этой фамилией Меер прожил всю жизнь.
В районе Нижний Ист-Сайд, где жила семья Лански, действовали три крупные преступные этнические группировки — итальянцев, ирландцев и евреев. Лански влился в еврейскую группировку Бруклина, лидерами которой были дети еврейских переселенцев — Джейкоб (Яков) Гузик и Луис Лепке, которые позже стали соратниками Лански. Ещё одним другом детства Меера стал Бенджамин Сигельбаум, представитель еврейской мафии, известный больше под прозвищем «Багси Сигел» — вместе Меер и Багси были партнёрами по бутлегерству и руководили собственной бандой в эпоху Сухого закона в США. Из итальянской мафии самым близким другом Меера был Сальваторе «Лаки» Лучано, который был старше Меера на 5 лет и крепче физически. Обстоятельства их знакомства были не столь дружественными: при первой встрече в школе Лучано как лидер итальянской группировки потребовал «выплаты дани» от Лански, но получил отказ и силой забрал мелочь, выкрикнув в адрес Меера при этом серию антисемитских оскорблений. Чуть позже Меер ответил ему тем же, выследив на улице своего противника, сбив булыжником с ног и ответив ему аналогичными оскорблениями на этнической почве. Лучано после этого инцидента убедился, что Лански стоит уважать за его способность отстаивать собственную позицию, и со временем стал хорошим другом Меера.

## Деятельность

### Бутлегерство
Изначально Лански активно занимался бутлегерством в эпоху господства сухого закона в 1919—1933 годах, подпольно продавая алкоголь, а коллегой Лански в этом деле был Багси Сигел. Лански заключил договор с руководителем канадского концерна по производству вин, евреем по происхождению Сэмюэлем Бронфманом, и стал ответственным за контрабанду шотландского виски через озеро Онтарио, по которому проходила граница Канады и США. Помимо этого, Лански пользовался лазейкой в сухом законе, который не запрещал прямо продавать медицинский спирт. С помощью промышленных предприятий, производивших медицинский спирт, и знакомых химиков-лаборантов Мейер смешивал шотландский виски со спиртом, подкрашивал коктейль и затем отправлял партии для реализации. В США из Канады было завезено 17 миллионов галлонов контрабандного виски, а Лански сумел сбыть порядка 49 миллионов галлонов виски другого образца.
Одним из таких питейных заведений стал существующий и поныне бар «Chumley’s», завсегдатаями которого в 1920-е были классик американской литературы Джон Дос Пассос и поэтесса Эдна Миллей. После начала «Великой депрессии» позиции гангстеров, в том числе Лански, упрочились, и даже Аль Капоне вынужден был согласовывать свои действия лично с Лански. Помимо этого, Лански наладил контакт с чиновниками Багамских островов, откуда во Флориду поставлялись коньяк и водка. Позже он переориентировал Багамы на игорный бизнес после взятки в три миллиона долларов и открыл в 1963 году первый эксклюзивный отель-казино по образцу кубинских.

### Игорное дело
Помимо бутлегерства, которое пришло в упадок после «Нового курса» Франклина Рузвельта, Лански активно участвовал в азартных играх и создавал собственные заведения. По байкам, Лански однажды проиграл в карты деньги, которые должен был потратить на покупку халы в канун Шаббата, из-за чего рассорился с матерью и довёл её до слёз. Позже Лански пообещал, что больше такого себе не позволит, и тщательно изучал искусство игры. Его первые игорные дома были основаны в Чикаго, Кливленде и Детройте. В 1933 году Лански и Лучано прибыли на Кубу, встретившись с её правителем Фульхенсио Батистой и получив от него патент на открытие и управление игорными домами на Кубе. В 1937 году он открыл отель-казино «Насьональ» в Гаване (самый фешенебельный отель-казино в мире на тот момент), а также убедил принять закон, по которому азартные игры на Кубе не облагались налогами, но разрешались только в отелях, общая стоимость которых была не ниже миллиона долларов США.
К 1936 году Лански уже владел казино во Флориде, Нью-Орлеане и на Кубе, а благодаря своим связям и возможностью технической проверки механизмов всех игр он мог предсказать, какие ставки делают игроки, и выработать стратегию, чтобы казино оставалось в выигрыше. При этом он требовал от сотрудников казино делать всё возможное, чтобы в казино игры проходили максимально честно и чтобы посетители лично убедились, что никаких фальсификаций и мошеннических приёмов в результате игры не было зафиксировано. Лански заверял, что все сотрудники его казино являются исключительно добросовестными людьми, а благодаря связям и собственным средствам он был в состоянии подкупить все силы правопорядка, чтобы исключить возможность облавы на его заведения.
Со временем Лански вложил средства в создание игорного центра в США на территории Лас-Вегаса как альтернативе Монте-Карло, а автором этой идеи стал Багси Сигел. Лански убедил итальянские группировки на секретной встрече в Гаване в 1946 году назначить Сигела главным ответственным за увеселительные заведения Лас-Вегаса — он убедил боссов мафии не расправляться с Сигелом, который к тому моменту стал нежелательным лицом, приносившим постоянные убытки:36–38. Лански вложил личные средства в казино Сигела, которое было одновременно и гостиницей, под названием Flamingo Hotel. Название этого казино было взято в честь актрисы Вирджинии Хилл, с которой Багси связывали длительные отношения. Весь комплекс Лас-Вегаса строился в течение 10 лет и был официально открыт только в 1947 году. В рождественскую ночь 1946 года в Лас-Вегас прибыли звёзды Голливуда тех лет (Кларк Гейбл, Джоан Кроуфорд, Лана Тернер) и лидеры преступных группировок США, которые должны были участвовать в открытии комплекса, но к тому моменту мест в гостиницах ещё не хватало.
Несмотря на предоставленный кредит доверия, заведения Багси Сигела были откровенно убыточными, и даже после второй встречи и обещаний Лански и Лучано положение Сигела не было исправлено. Инвесторы требовали разобраться с Сигелом, и позже сам Лански вынужден был вопреки своей воле признать необходимость ликвидации Сигела как человека, разрушавшего организацию. Выяснилось, что Сигел затягивал строительство развлекательного комплекса, присваивая себе средства и выписывая фиктивные счета, но некоторые рабочие отвечали ему той же монетой. 20 июня 1947 года наёмный убийца застрелил Сигела в его собственном доме в Лос-Анджелесе, а через 20 минут Гас Гринбаум и Мо Сидуэй, помощники Меера Лански, подписали все документы о переходе имущества Сигела под контроль Лански и сумели расплатиться с рабочими. Открытие состоялось в 1947 году, а по данным ФБР, Лански в течение 20 лет вкладывал средства в гостиницу «Flamingo» и все развлекательные заведения Лас-Вегаса, но позже неоднократно высказывал своё сожаление о том, что согласился на необходимости ликвидации Сигельбаума.
Смерть Сигела стала завершающим актом смещения центра мафии из Нью-Йорка в Лас-Вегас, от Пяти семей к Чикагской мафии. Считается, что Лански стал помощником и наставником чикагского босса Тони Аккардо. При этом, чтобы избежать участи Аль Капоне, который был осуждён за неуплату налогов и организацию борделей, Лански перевёл все свои средства на счёт в швейцарском банке, анонимность которого была обеспечена Законом о банках 1934 года. Лански даже приобрёл оффшорный банк в Швейцарии, который использовал для отмывания денег с помощью сети подставных компаний и холдингов.
О своём игорном бизнесе Лански говорил следующее:

Люди приходили в наши казино и играли, а когда возвращались в Нью-Йорк или Вашингтон, то произносили набожные речи о том, как аморальны игры. Но они не говорили в своих речах о том, что, на мой взгляд, было намного хуже. Когда мы начинали, большая часть Флориды и многих других районов страны были закрыты для евреев. До Второй мировой войны евреям запрещалось входить внутрь многих отелей, казино и жилых домов. Наши казино были прекрасным местом, открытым для всех. Евреи, христиане, арабы, все могли приходить к нам и играть.
Оригинальный текст (англ.)People would come to our casinos and gamble and then go back to Washington or New York and make pious speeches about how immoral gambling was. But they didn't make speeches about something I think was a lot worse. When we started out, most of Florida and many resorts in other parts of the country were out of bounds to Jews. Before the Second World War, Jews were forbidden to step inside some hotels and casinos and apartment houses. Our casinos were pleasant places and open to everybody. Jews, Christians, Arabs, anybody could come and gamble.

## Вторая мировая война
В 1930-е годы Лански занимался не только криминальной деятельностью, но и ввязался в борьбу против пронацистского Германоамериканского союза. По его воспоминаниям, в Йорквилле на Манхэттене, где жили выходцы из Германии, 15 человек вместе с Лански сорвали выступление членов союза и устроили драку:

Сцена была украшена свастикой и портретом Адольфа Гитлера. Ораторы начали разглагольствовать. Нас было всего пятнадцать человек, но мы перешли к решительным действиям и вышвырнули кое-кого из окон. Большая часть нацистов испугалась и разбежалась, но мы бросились в погоню и поколотили их. Мы хотели показать, что евреи никогда не будут сидеть и терпеть оскорбления.
Оригинальный текст (англ.)The stage was decorated with a swastika and a picture of Adolf Hitler. The speakers started ranting. There were only fifteen of us, but we went into action. We threw some of them out the windows. Most of the Nazis panicked and ran out. We chased them and beat them up. We wanted to show them that Jews would not always sit back and accept insults.

Во время Второй мировой войны на Лански вышли представители Управления военно-морской разведки США, что было частью операции «Подполье», в рамках которой правительство пользовалось услугами мафиози для того, чтобы выловить немецких шпионов и диверсантов, прибывавших на подводных лодках. Встретившись с высокопоставленным лицом из ВМС США, Лански добился освобождения Лаки Лучано в обмен на обеспечение безопасности всех кораблей, строившихся в гавани Нью-Йорка. Причиной повышения уровня безопасности стали участившиеся случаи нападения подлодок Кригсмарине на союзные военные, грузовые и гражданские суда вдоль Восточного побережья США и в Карибском бассейне. Через Меера Лански разведка ВМС США вышла на Лаки Лучано, который, в свою очередь, приказал Джозефу Ланца взять на себя ответственность за борьбу против диверсий в гавани Нью-Йорка. Благодаря наводкам мафии разведка ВМС США выловила за годы войны ряд шпионов и провокаторов, работавших на Третий рейх.

## Деятельность на Кубе

### Гаванская конференция
После завершения Второй мировой войны Лаки Лучано, выйдя на свободу, тайно перебрался на Кубу по фальшивому паспорту, хотя обязался покинуть США и жить на Сицилии. 22 декабря 1946 года в гостинице «Отель Насьональ» состоялась так называемая «Гаванская конференция» — съезд лидеров американского преступного мира (последний раз он прошёл в 1932 году в Чикаго). Среди участников были Джо Адонис, Альберт «Безумный шляпник» Анастазия, Фрэнк Костелло, Джозеф «Джо Бананы» Боннано, Вито Дженовезе, Мо Далиц, Томас Луккезе (Нью-Йорк), Санто Трафиканте-младший (Тампа, Флорида), Карлос Марчелло (Новый Орлеан) и Стефано Магаддино (Буффало). Чикаго представляли Аккардо и братья Фискетти — Чарльз «Счастливый спусковой крючок» и Рокко, а также Лански, Далиц и Фил «Денди» Кастел из Флориды. На встрече Лански предложил вложить средства в развитие Гаваны. Лучано, который был единственным, кто зафиксировал все события на встрече, собирался заняться своей подпольной деятельностью на Кубе и оставаться там до тех пор, пока не смог бы добиться возвращения в США. На той же встрече был и Фрэнк Синатра, который прилетел на Кубу со своими друзьями — братьями Фискетти.
В 1952 году президент Кубы Карлос Прио Сокаррас получил от Лански взятку в размере 250 тысяч долларов США в обмен на то, чтобы пост главы государства снова занял Батиста. В марте 1952 года произошёл государственный переворот, приведший к власти Батисту, и тот снова восстановил прежнюю деятельность казино. Батиста предложил зарплату Мееру Лански в 25 тысяч долларов США ежегодно в обмен на должность советника по вопросам игорного бизнеса. В 1955 году Батиста снова изменил законы, по которым лицензию на организацию игорного бизнеса получал любой, кто вкладывал 1 миллион долларов США в развитие отеля или 200 тысяч долларов в новый ночной клуб. В отличие от Лас-Вегаса, проверять данные и чеки здесь никто не собирался. Пока предприниматели вкладывали средства в игорный бизнес, им выделялись средства на строительство, освобождение от налогов сроком на 10 лет и беспошлинный ввоз оборудования и предметов быта. Правительство получало 250 тысяч долларов за выдачу лицензии, а также процент от доходов казино. 10 тысяч игровых автоматов на Кубе принадлежали Роберто Фернандесу Миранде, родственнику Батисте, который был генералом вооружённых сил Кубы и министром спорта и первым предложил установить парковочные часы в Гаване. Пошлины на импорт материалов для строительства гостиниц были отменены, и кубинские подрядчики закупили намного больше материалов, чем требовалось, и продали излишки другим для получения собственной прибыли. Считалось, что за лицензию требовалось раскошелиться на большую сумму, чем на 250 тысяч долларов. Периодически взятки требовали и получали многие политики.
Лански вложил средства в развитие клуба «Монмартр», одного из центров игорного бизнеса в Гаване, а также задумался о строительстве ещё одного казино в здании «Насьоналя», откуда выходил бы вид на крепость Эль-Морро. Для этого он готов был выкупить крыло 10-этажной гостиницы и создать номера для любителей азартных игр с высокими ставками. Против этого выступили Эрнест Хемингуэй и ещё ряд американцев, живших на Кубе, но Батиста проигнорировал их возражения и поддержал идею Лански, открыв в 1955 году гостиницу выступлением Эрты Китт. После строительства казино Батиста стал немедленно собирать свою долю прибыли. В частности, доля Батисты в ряде казино выросла до 30 %, но официальных подтверждений тому, что Батиста заработал ещё множество средств в виде получения взяток и вымогательств, не было. Игровые автоматы принесли 1 миллион долларов США режиму. Лански же в первый год благодаря казино «Habana Riveira» с 440 комнатами и залами, куда было вложено 18 миллионов долларов США, заработал 3 миллиона долларов США.

### Кубинская революция
Кубинская революция и восхождение Фиделя Кастро уничтожили все перспективы Лански. В канун Нового 1958 года Батиста стал спешно готовиться к побегу в Доминиканскую республику, а затем оттуда сбежал в Испанию, где и умер в изгнании. Мародёры разграбили почти все казино Лански, разрушив здания, а 8 января 1959 года Кастро вступил в Гавану. По одной из легенд, Лански встречался лично с Кастро и Че Геварой во дворе дома правительства, где был открытый тир — там Кастро и Че упражнялись в стрельбе. Лански настаивал на отказе от национализации казино, а в случае национализации готов был потребовать компенсацию. Однако получил ультиматум с требованием немедленно покинуть страну (и явной угрозой расправы в случае отказа), после чего вынужден был подчиниться требованиям Че Гевары и Кастро и уехал с Кубы навсегда. Президент Мануэль Уррутия Льео закрыл все казино, а в октябре 1960 года все гостиницы были национализированы окончательно и азартные игры были объявлены вне закона. В итоге Лански потерял от 7 до 17 миллионов долларов США, а после того, как были закрыты казино в Майами, ему остались только доходы в Лас-Вегасе.

## Эмиграция в Израиль и арест
В 1939 году в порт Гаваны должен был прибыть корабль с еврейскими беженцами, спасавшимися от нацистских гонений в Европе. Власти пытались развернуть судно, однако Лански предложил заплатить лично по 500 долларов из своих денег за расселение беженцев. Предложение приняли и расселили беженцев, а чиновники из миграционной службы получили вознаграждение от Лански. В начале 1947 года Лански стал одним из тех, кто поддержал воссоздание еврейского государства на территории подмандатной Палестины — он начал тайно переправлять оружие из портов Нью-Йорка и Нью-Джерси, поставлявшееся по ленд-лизу странам Антигитлеровской коалиции, в порт Хайфы, где его получали все еврейские военизированные организации. Этим Лански не позволил снабжать огнестрельным оружием армию Египта, воевавшую против израильской армии, и всех его арабских союзников. 14 мая 1948 года, спустя 11 минут после провозглашения государственного суверенитета Израиля, Меер Лански перевёл часть личных средств на счёт Государства Израиль, обязавшись в дальнейшем регулярно передавать 10 % своей прибыли в израильскую казну.
Со временем на Лански начали давить ФБР и журналисты, которые отслеживали каждый его шаг в 1950-е и 1960-е годы и назвавшие его «боссом боссов мафии». ФБР пытались найти повод, чтобы арестовать Лански и предъявить ему обвинения в преступлениях в коммерческой сфере — однако долгое время ни отслежка его маршрутов, ни прослушка телефонных разговоров, ни обыски в квартире Лански ничего не давали. Более того, директор ФБР Эдгар Гувер сам враждовал с Лански после того, как тот организовал тайную съёмку на конспиративной квартире Гувера, и на основании съёмки обвинил последнего в мужеложестве. В 1970 году Лански покинул США, спасаясь от неуплаты налогов, и после прибытия в Израиль был приглашён на аудиенцию к Голде Меир, с которой у него установились дружеские отношения. Туристическая виза действовала в течение двух лет, а сам Лански подлежал выдаче как подозреваемый в преступлениях и не смог остаться в Израиле до конца жизни. В ноябре 1972 года он покинул Израиль. Попытки Лански скрыться за рубежом не привели ни к чему: его готов был пригласить президент Парагвая Альфредо Стресснер, но в аэропорту Рио-де-Жанейро Лански перехватили агенты ФБР и доставили его в Майами.

## Последние годы жизни
Винсент «Жирный Винни» Тереза свидетельствовал на суде против Лански: последнего обвиняли в неуплате налогов, но в 1974 году судебный процесс закончился оправданием Лански. Его лишили паспорта и права выезжать за границу. Лански переселился в кондоминимум Империал-Хаус на набережной в Майами-Бич, где и провёл последние годы своей жизни. Известно, что практически каждое утро он выходил на прогулку с собакой и прохаживался по Коллинс-авеню, ведя образ жизни скромного пенсионера. 15 января 1983 года он скончался от рака лёгкого, находясь в окружении семьи. В первом браке супругой Меера стала Анна Цитрон, с которой он развёлся в 1946 году и которая родила ему сыновей Бернарда (Бадди) и Пола и дочь Сандру. Второй супругой стала Тельма Шир (ранее носила фамилию Шварц), маникюрша в одной из гостиниц Мидтауна, с которой он прожил до конца своих дней. Пол окончил военную академию Вест-Пойнт, дослужился до звания капитана Армии США и участвовал в Корейской войне, после отставки стал преподавателем. Сандра получила высшее образование и стала женой предпринимателя.
ФБР полагало, что на банковских счетах Лански находилось порядка 300 миллионов долларов США, но ничего не смогло найти — по документам Лански был почти нищим. Биограф Меера Роберт Лейси описывает, что прежде колоссально богатый человек, Меер разорился в последние 20 лет своей жизни и не смог собрать средства, чтобы вылечить одного из своих сыновей. Биограф полагает, что прямых доказательств того, что Лански был воплощением зла и главным элементом механизма американской мафии, не было. Более того, сами родственники утверждали, что богатство и влияние Лански были искусственно раздуты. Внучка его второй жены рассказала писателю Ти Джею Инглишу, что у Лански остались только 57 тысяч долларов США наличными:328, а её дед утверждал, что все его средства пропали на Кубе. Только в 2015 году внук Лански, Гэри Рапопорт, обратился к властям Кубы с просьбой компенсировать стоимость гостиницы «Ривьера», которую его дед построил в Гаване.
Хэнк Мессик из газеты «Miami Herald», который долгое время расследовал деятельность Лански, писал, что секрет к пониманию поступков Лански лежал в его окружении, которое и принадлежало ему в первую очередь. Прокурор Манхэттена и ФБР Роберт Моргентау считал, что Лански переводил деньги на фиктивные счета и жил под другими именами, а на счёт со своим собственным именем всегда клал небольшую сумму денег, чтобы отвести подозрения — однако ни историки, ни экономисты, ни криминалисты до сих пор не установили, сколько именно средств принадлежало Лански. В 2010 году Сандра Лански сказала, что её отец перевёл в своё время 15 миллионов долларов в начале 1970-х годов на счёт брата, поскольку имел серьёзные проблемы с Налоговым управлением США.

## Образ в культуре
- Меер Лански стал прототипом Хаймана Рота в фильме «Крёстный отец 2» (1974).
- В романе Стюарта Слейда «Рейд Валькирий» Меер Лански стал Президентом Кубы, полностью контролируемой итало-американской мафией.
- В фильме «Гавана» (1990) его воплотил Марк Райделл.
- В фильме «Преступный синдикат» (1991) его воплотил Патрик Демпси.
- В телефильме «Крёстный Лански» (1999) его воплотили Макс Перлих[англ.] (в возрасте 17—26 лет) и Ричард Дрейфус.
- В фильме «Потерянный город» (2005) его воплотил Дастин Хоффман.
- В сериале «Подпольная империя» (2010—2014) его воплотил Анатол Юсеф[англ.].
- В фильме «Багси» (байопик режиссёра Барри Левинсона о гангстере Бенджамине «Багси» Сигеле) в роли Бен Кингсли.
- В фильме «Мейер Лански» (2021) его воплотили Джон Магаро (в молодости) и Харви Кейтель.
- В фильме «Легенда» (2015) упоминается в разговоре на 28:30 минуте.